# فيلي ماكجي
فيلي ماكجي (بالإنجليزية: Willie McGee) هو لاعب كرة قاعدة أمريكي، ولد في 2 نوفمبر 1958 في سان فرانسيسكو في الولايات المتحدة.

## وصلات خارجية
- فيلي ماكجي على موقع دوري كرة القاعدة الرئيسي (الإنجليزية)
- فيلي ماكجي على موقعبيزبول رفرنس.كوم (الدوري الرئيسي) (الإنجليزية)
- فيلي ماكجي على موقعبيزبول رفرنس.كوم (الدوري الثانوي) (الإنجليزية)
- فيلي ماكجي على موقع مشجعي الرسوم البيانية (الإنجليزية)